# Монтре-Спортс
«Монтре-Спортс» (фр. Football Club Montreux-Sports) — швейцарський футбольний клуб з міста Монтре, заснований 1903 року. Домашні матчі проводить на стадіоні «Стад де Шалі».

## Історія

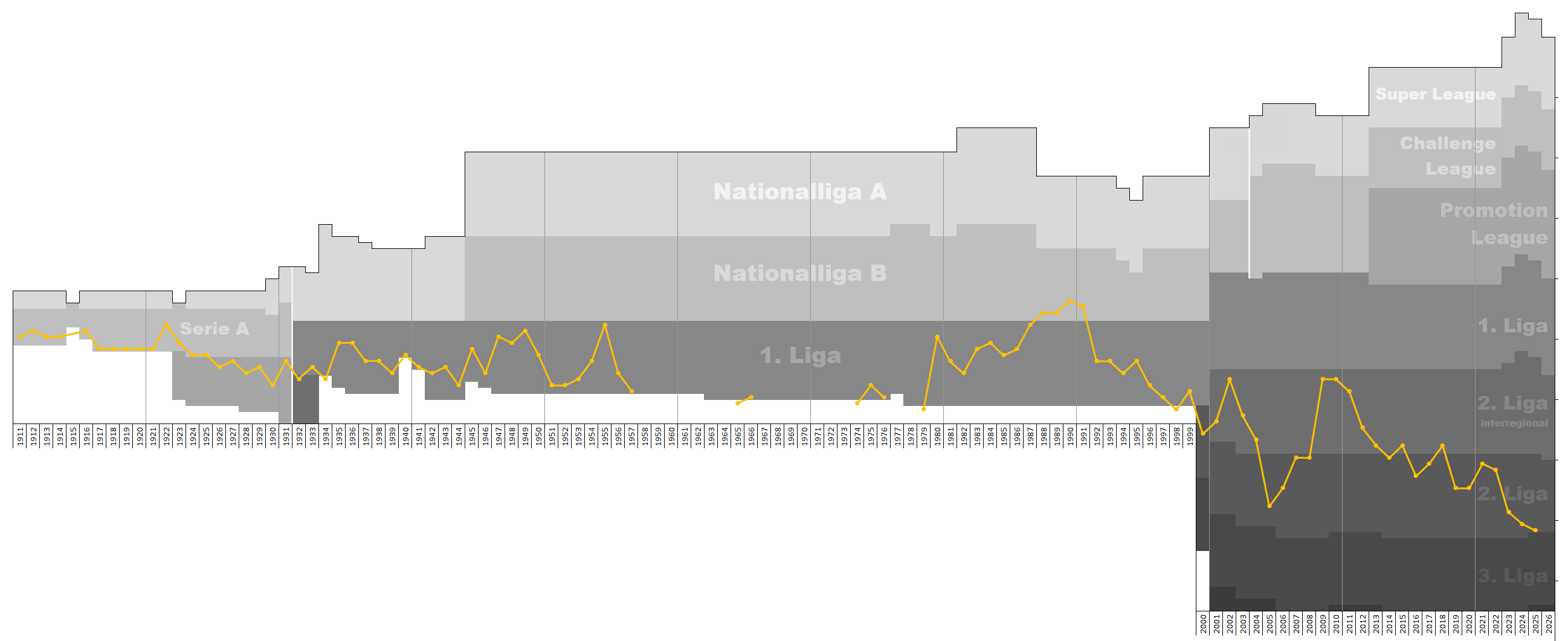
Статика виступів у чемпіонаті Швейцарії

Клуб було створено у 1903 році, дебютував у вищому дивізіоні Швейцарії у сезоні 1910/11, де виступав до 1925 року. В подальшому клуб виступав виключно у нижчих швейцарських лігах, а найвимим результатом команди став півфінал Кубка Швейцарії 1933/34.